# Dorota Kuczkowska
Dorota Kuczkowska (Varsovia, 21 de julio de 1979) es una deportista polaca que compitió en piragüismo en la modalidad de aguas tranquilas. Ganó tres medallas en el Campeonato Mundial de Piragüismo entre los años 2001 y 2007, y cinco medallas en el Campeonato Europeo de Piragüismo entre los años 2001 y 2008.

## Palmarés internacional
| Campeonato Mundial | Campeonato Mundial   | Campeonato Mundial | Campeonato Mundial |
| Año                | Lugar                | Medalla            | Competición        |
| ------------------ | -------------------- | ------------------ | ------------------ |
| 2001               | Poznań (Polonia)     | Medalla de plata   | K4 1000 m          |
| 2001               | Poznań (Polonia)     | Medalla de bronce  | K4 200 m           |
| 2007               | Duisburgo (Alemania) | Medalla de bronce  | K2 200 m           |
| Campeonato Europeo |                      |                    |                    |
| Año                | Lugar                | Medalla            | Competición        |
| 2001               | Milán (Italia)       | Medalla de bronce  | K4 200 m           |
| 2002               | Szeged (Hungría)     | Medalla de bronce  | K4 1000 m          |
| 2004               | Poznań (Polonia)     | Medalla de plata   | K2 1000 m          |
| 2007               | Pontevedra (España)  | Medalla de bronce  | K2 500 m           |
| 2008               | Milán (Italia)       | Medalla de bronce  | K1 200 m           |